# Dinara Fajritdinova
Dinara Zhalinovna Fajritdinova (en ruso: Динара Жалиловна Фахритдинова; Salavat, 20 de noviembre de 1992) es una deportista rusa que compite en escalada.
Ganó una medalla de oro en el Campeonato Europeo de Escalada de 2013, en la prueba de dificultad. Además, consiguió una medalla de bronce en los Juegos Mundiales de 2013.

## Palmarés internacional
| Campeonato Europeo | Campeonato Europeo | Campeonato Europeo | Campeonato Europeo |
| Año                | Lugar              | Medalla            | Prueba             |
| ------------------ | ------------------ | ------------------ | ------------------ |
| 2013               | Chamonix (Francia) | Medalla de oro     | Dificultad         |